# Медична довіреність
Обмежена медична довіреність — довіреність, яка дає право ухвалювати медичні рішення замість особи в разі її недієздатності через травму або хворобу. Хоча медична довіреність не впливає на спадкоємність, заповіти або спадкове право, вона є життєво важливим інструментом у випадку таких непередбачених обставин. Предметом медичної довіреності є добровільне представництво від імені пацієнта перед третіми особами (медичним персоналом, у суді).

## Особливості
Як випливає з назви, медична довіреність обмежується медичними рішеннями, прийнятими від імені недієздатної особи. Цей документ призначений для того, щоб допомоти людині визначити, хто буде приймати медичні рішення за неї, а не дозволяє державним органам або судам прийняття цих рішень. Медична довіреність не впливає на процес наслідування у будь-якому випадку. Заповіти та спадкоємність майна та спадщини покійного залишаються незмінними. Незалежно від статусу спадкового процесу, важливо мати чітко визначеного ефективного носія повноваження, який прийме найкращі медичні рішення для людини.
Необхідність медичної довіреності виникає, якщо людина тимчасово або постійно не може приймати рішення про своє здоров'я та медичне обслуговування. Ця довіреність дозволяє довіреній особі (агенту) дати дозвіл на широкий спектр медичних процедур, таких як хірургічні процедури, медичні огляди, адміністрування ліків та анестезії та інших наданих повноважень подібного роду. Тому довіреність слід надавати фізичній особі або особам, здатним приймати такі рішення та кому людина довіряє приймати медичні рішення за себе.
Медична довіреність відрізняється від заповіту тим що останній документ набуває чинності тільки тоді, коли людина перебуває в "термінальному та незворотному" стані, підтвердженому двома лікарями і коли її смерть відбудеться незалежно від використовування процедур життєзабезпечення. Спеціальна медична довіреність може бути використана у будь-який момент у житті людини і не обмежується питаннями кінця життя. Медична довіреність також припускає, що права довіреної особи надавати згоду на лікування можуть бути передані іншій людині, якщо це делегування буде зроблено у той час, коли суб'єкт довіреності є компетентним підтвердити це рішення.
Якщо довірювач повертається до розумової компетенції і в змозі приймати свої власні рішення, медична довіреність втрачає свою необхідність, поки знову не виникне питання компетенції. Всі медичні довіреності припиняються у зв'язку зі смертю особи, яка надає доручення.

## В Австралії
В Австралії існують чотири види юридичних розпоряджень на майбутнє — розпоряджень повнолітньої дієздатної особи на випадок, якщо в майбутньому вона втратить психічну дієздатність:
1) довіреність на певні обставини (Enduring Power of Attorney) — стосується прийняття рішень фінансових, майнових та юридичних;
2) право опіки на певні обставини (Enduring Power of Guardianship) — стосується прийняття рішень з приводу способу життя та медичного лікування;
3) медична довідність (Medical Power of Attorney) — стосується рішень лише у сфері медичного лікування;
4) завчасні розпорядження (Anticipatory Direction) — стосується рішень про лікування та догляд перед кінцем життя. Особи, які оформили відповідні розпорядження на майбутнє, не матимуть потреби звертатись до Комісії з опіки в разі втрати дієздатності.

## У США
У США пацієнти лікарень та клінік штатів отримують спеціальні брошури, що містять інформацію про права пацієнтів за законами штату та практичні рекомендації з користування цими правами.
Наприклад, брошура "Попередні розпорядження про засоби підтримки життя на випадок недієздатності", що складена організацією "Юридична допомога у Північній Вірджинії", ставить за мету допомогти пацієнту зорієнтуватися в законі, що регламентує медичні рішення, та скласти відповідні документи. Вона відповідає на найпоширеніші запитання, які виникають у зв'язку з використанням права пацієнта на попереднє волевиявлення, зокрема: що таке завчасне розпорядження та процедури продовження життя, як скласти вказівки про засоби рятування життя на випадок недієздатності, що таке довіреність, яка уповноважує іншу особу на прийняття медичних рішень на випадок недієздатності, кого слід обрати своїм агентом, що робити із документом попереднього розпорядження тощо.
Аналогічна брошура, яка містить документ "Білль про права пацієнта" та практичні рекомендації з його використання, надається пацієнтам штату Нью-Йорк. Зокрема, вона має такі підрозділи: "Завчасне планування Вашого лікування", "Закон штату Нью-Йорк про складання довіреності", а також зразки розпоряджень та довіреності, визначення та роз'яснення основних понять, інструкції щодо правильного складання документів.

## Становище в Україні
В «Основах законодавства України про охорону здоров’я» неодноразово вживається поняття «законний представник», який здійснює права від імені пацієнта (ст.ст. 43, 44, 47). Фактично тут мається на увазі представництво за законом, що передбачено ст. 242 ЦК України. Але крім законних представників, українському цивільному праву відоме також і представництво за довіреністю.
Медична довіреність розглядається як специфічний вид представництва, що має свої особливості: складається на випадок неспроможності пацієнта висловити свою волю, поширюється лише на медичні рішення, є довгостроковою [4, с.62]. Медична довіреність не припиняється у разі визнання особи, яка видала довіреність, недієздатною чи обмежено дієздатною, як це передбачено п. 6 ч. 1 ст. 248 ЦК України, а, навпаки, спрямована на представництво інтересів пацієнта саме у цих випадках.
Юридичні конструкції попереднього волевиявлення пацієнта — дієздатної особи — стосовно майбутніх медичних рішень є невід'ємною складовою сучасного інституту фундаментальних прав людини, але в Україні вони теоретично та практично не розроблені. У цій сфері майже нічого не вирішує зареєстрований у Верховній Раді України проект Закону України "Про захист прав пацієнтів" від 6 грудня 2007 р. № 1132, за яким вводиться нова для українського законодавства норма стосовно представництва пацієнта за дорученням (п. 3 ст. 6). Ця одинока норма залишається декларативною та обіцяє бути мертвою за відсутністю правових механізмів її реалізації на фоні низької правової культури пацієнтів і медичних працівників. Це означає, що в українському праві постала нагальна потреба адаптувати цивільно-правові інститути представництва, довіреності, заповіту до потреб регулювання відносин медичної сфери, отже, доктрину і систему прав пацієнтів необхідно доповнити новими поняттями та інститутами — попереднього волевиявлення щодо медичного обслуговування та довіреної особи пацієнта.